# باشگاه فوتبال نیو سنتس
باشگاه فوتبال نیو سنتس (ویلزی: Clwb Pêl-droed y Seintiau Newydd) یک باشگاه فوتبال ولزی است که در اوسوستری پایه‌گذاری شده است. از بازیکنان مطرح آن میتوان به سایمون دیویس  اشاره کرد